# 고쿠보 레오 브라이언
고쿠보 레오 브라이언(일본어: 小久保 玲央 ブライアン, 2001년 1월 23일~)는 일본의 축구 선수이다.

## 구단 경력
2022년 SL 벤피카에 입단하였다. 2024년 신트트라위던 VV로 이적했다.

## 국가대표팀 경력
그는 2022년 AFC U-23 아시안컵에 참가할 일본 U-23 국가대표팀에 발탁되었다.
2024년 AFC U-23 아시안컵에도 출전, 우승에 기여했다. 2024년 하계 올림픽에도 발탁되었으며, 4경기에 출전, 8강 진출에 기여했다.